# Mauricio Molina

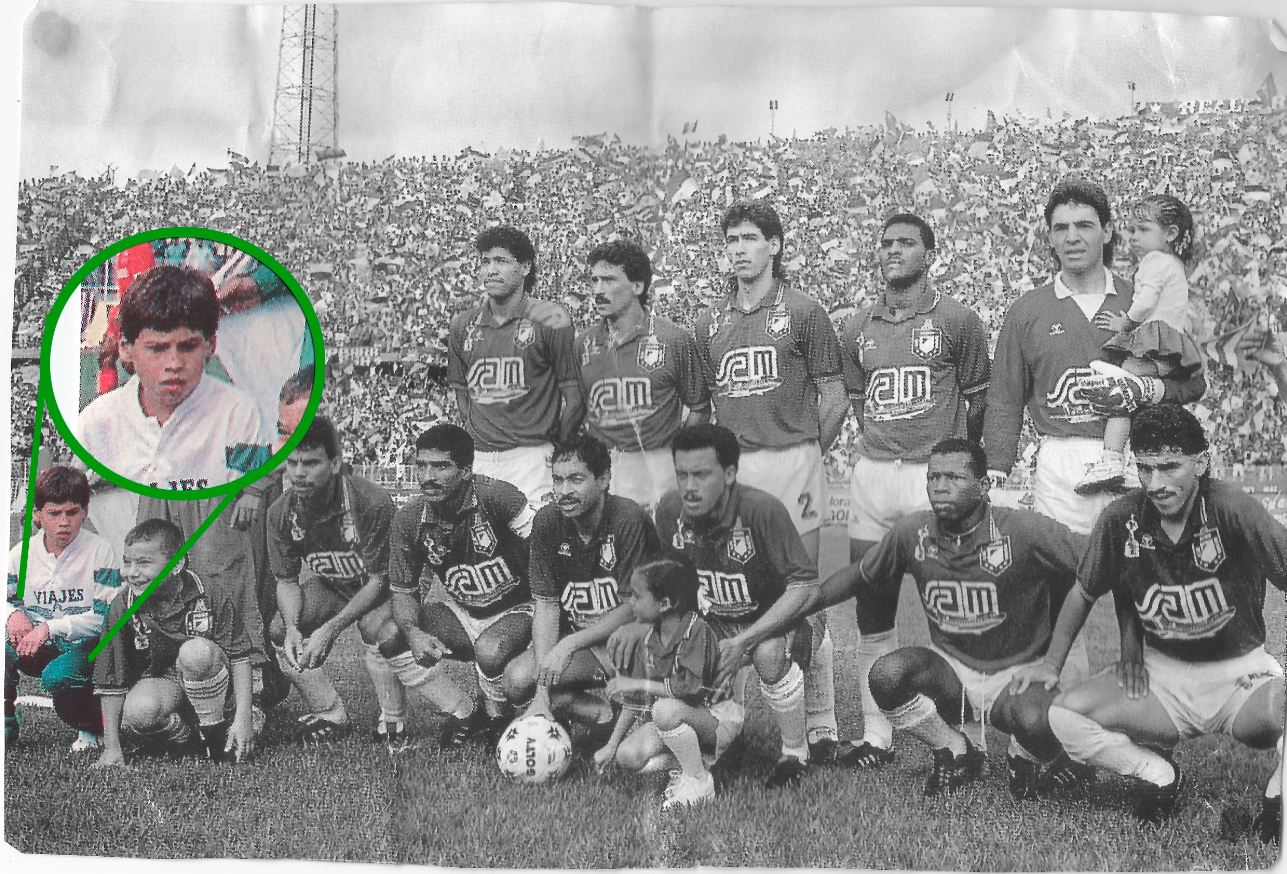
Mauricio Molina 1991

Mauricio Molina (* 30. April 1980 in Medellín, Kolumbien) ist ein ehemaliger kolumbianischer Fußballspieler.

## Karriere

### Vereinskarriere
Molina startete seiner Karriere als Sechzehnjähriger in der Jugend des Envigado FC, bevor er von 1998 bis 2001 im Profibereich des Klubs spielte. Bis 2003 wechselte er zwei Mal zu anderen kolumbianischen Vereinen, bevor er mit seinem Wechsel zum mexikanischen Erstligaverein Monarcas Morelia erstmals außerhalb Kolumbiens spielte. Von dort wechselte er für kurze Zeit zum Al Ain Club in die Vereinigten Arabischen Emirate, bevor er zu Independiente Medellín zurückkehrte, wo er bereits von 2002 bis 2003 gespielt hatte.
Zwischenzeitlich spielte Molina für den CA San Lorenzo de Almagro in Argentinien und wieder für Independiente Medellín. 2007 wechselte er erneut zum paraguayischen Verein Club Olimpia, wo er bei seinem Abgang in der Torschützenliste Rang zwei belegte. Mit seinem Wechsel zum serbischen Verein Roter Stern Belgrad gab er sein Debüt im europäischen Profifußball. Nach wenigen Monaten wechselte er zurück nach Amerika, zum brasilianischen Klub FC Santos.
Im Juli 2009 wurde Molina von Seongnam Ilhwa Chunma aufgekauft. Bei seinem Debüt in der südkoreanischen K-League schoss er im Spiel gegen Pohang Steelers sein erstes Tor für den Verein. Mit Seongnam Ilhwa Chunma gewann Molina die AFC Champions League 2010, womit der Verein für die FIFA-Klub-Weltmeisterschaft 2010 qualifiziert war. Nach einem Sieg im Viertelfinale schied das Team im Halbfinale aus und belegte danach den 4. Platz. Mit drei Toren (davon zwei im Spiel um Platz 3) wurde Molina Torschützenkönig des Wettbewerbs.
Am 31. Dezember 2015 unterschrieb Molina wieder bei Independiente Medellín und kehrte nach neun Jahren zurück nach Kolumbien. Dort beendete er auch zwei Jahre später seine aktive Karriere.

### Nationalmannschaft
Im Jahr 2001 gab Mauricio Molina sein Länderspieldebüt für die kolumbianische Fußballnationalmannschaft. Mit der Nationalmannschaft gewann er den Copa América 2001 im eigenen Land. Am 17. Juli 2003 erzielte er im Rahmen des CONCACAF Gold Cup 2003 sein erstes Länderspieltor beim 1:1 gegen Guatemala.